# Kökös
Kökös (románul Chichiș, németül Blauendorf) falu Romániában Kovászna megyében.

## Földrajza
Kökös község, Kovászna megyében található Sepsiszentgyörgytől 10, Brassótól 15 km-re. Alsóháromszék déli határtelepülése, az Olt és a Feketeügy szögében fekszik.

## Nevének eredete
Neve a magyar kökényes melléknévből rövidült mai alakra.

## Története
Területe ősidők óta lakott, Eger nevű helyén őskori telep volt.
A Sztáncsuj József Sándor régész által szolgáltatott információk szerint a legkorábbi leletek a késő rézkor – kora bronzkor időszakának a váltása környékén jelentek meg. Két lelőhely is van a késő bronzkor időszakából, az egyik a Magosegerben – illetve attól keletebbre – az észak- déli magasfeszültségi távvezeték környékén: a második Kökös – Cigányház nevű dűlőn. Ez utobbi anyaga igen érdekes, hiszen durván fogalmazva a vaskorba is belenyúlik, akár Hallstatt c-ig is elmegy. Ugyanitt népvándorlás kori anyag is található.
Az itt levő település létezését több körülmény is valószínűsíti. Az első ezek közül az említett terület elhelyezkedése. Kökös mai házai mintegy ékként szorulnak a Feketeügy és Olt folyók partjai közé. Egészen a legújabb korban épített gátrendszer megteremtéséig ez a térség a két folyó árterületéhez tartozott, kivéve néhány magasabban fekvő határrészt – ezek közt van az említett Eger is.
A XII. századra datált, a Feketeügy partján előkerült – vasúti környéke a folyó kökösi oldalán – lovas harcos sír.
Az államszervezés a XIII. században befejeződött, de a termelés feudális rendszere csak az ország központi, sűrűbben lakott területein érvényesült. Évszázadokig volt lehetőség arra, hogy az ország peremterületein folytassák a szabad pásztorkodást, töretlen földeket vegyenek művelés alá. A település lakosainak élete beletagolódik a székelység letelepedésének és közigazgatási egységekbe szerveződésének történetébe.
1241-ben ez a terület a tatárok betörésnek prédájává válik, a tatárok visszavonulása utáni „második honalapítás”-sal IV. Béla szervezőmunkája révén megindult az újjáépítés országszerte. IV. Béla telepítéseket hajtott végre, nagyszabású várépítési programot valósított meg és biztosította az ország sikeres továbbfejlődését. A XIII. század végén, a XIV. század elején épült Kökös első temploma, a mai középkori unitárius műemléktemplom. Isten ezen hajlékának megépítése jelentős információkkal szolgálhat a település társadalmi és gazdasági jelentőségét illetően. A templomépítés előfeltétele, hogy a tatár betörés utáni állapot megfelelő konjunktúrát biztosított egy ilyen nagyszabású építkezéshez. Egyrészt a közösség nagyságát tekintve is érdemesült a templomépítésre, másrészt megvolt a gazdasági ereje is a kegyeletes tett kivitelezéséhez. A mai települést 1461-ben „Kewkews” néven említik. A reformáció elterjedéséhez is az említett műemléktemplom építészeti módosítása szolgáltat információt. Az eredetileg egyetlen hajóból és félköríves apszisból álló templomhoz a XV. században sekrestyét építettek hozzá. Ezt azonban az épület protestáns használói a XVI. század végén lebontották. Valószínű tehát, hogy már II. János idejében jelentős protestáns egyházközség volt Kökösben, amely birtokába vette az addig katolikus templomot, átalakításokat végzett rajta és hitében nem rengette meg az ellenreformáció sem többé. II. János király uralkodása alatt említődik először – Orbán Balázs szerint – Kökös írott forrásban. Az 1567-es regestrumban Keokeos Sepsiszék, latinul Sedes Sepsi falvai közé van besorolva, Háromszék egyik „végváraként”. Trisedes Siculica ekkor az erdélyi fejedelemség legszélsőbb része kelet felé, és „a székely nemzet jelentős birtoka”. Határai: Keletről Moldva határai, délről és nyugatról a hegyeken túli Havasalföld meg a Barcaság földje, északról az erdélyi Fehér vármegye egyik részecskéje és Udvarhely, Csík és Kászon székely székek.
A Mihály vajda rövid uralmát követő Giorgio Basta korabeli székely katonai összeírásokból alkothatunk képet a székely falú rendtartásáról és társadalmi és társadalmi szerveződéséről. A Giorgio Basta császári generális erdélyi uralma idején, pontosabban 1602. augusztus 1. és 1603. február 7. között az erre kirendelt biztosok öt székely katonai összeírást. A jegyzék azon székely főemberek, lófők és szabadok nevét foglalja magába, akik a császár iránti hűségüket letették. A lustrák címe ellenére a jegyzékbe felvették a jobbágyokat és más rendbeli székelyeket is. A nevek előtt az összeírtak társadalmi hovatartozását jelölő betűk voltak (N = nobilis, L = lófő, Z = szabados, szabad székely), csak a jobbágyi állapotban levők neve után írta a deák azt, hogy jobbágy.
A császári hűségeskü társadalmi megosztás szerinti a következőképpen alakult: egy nobilis/nemes, tíz lófő székely és kilenc szabados/szabad székely. A lustra nem említ egyetlen jobbágysorban levőt sem, aki letette volna a már említett esküt. Az eljobbágyosodás a kor meghatározó társadalmi mozgása közé tartozott, ami alól minden bizonnyal nem volt kivételes Kökös székely lakossága sem.
Bocskai István és Báthory Gábor közösségi adományokkal, szabadságlevelekkel, valamint az erőszakos jobbágyosítás megfékezésével próbálták rendezni a székelykérdést. Bethlen Gábor felismerte, hogy a szabad székelyek jobbágysorba jutása sokkal összetettebb folyamat, távolról sem korlátozható csupán az erőszakos jobbágyosításra. Egyéni és kollektív adománylevelekkel lehet ugyan szilárdítani a katonai szolgálatot teljesítő székelyek helyzetét, de ez a társadalmi ranglétrán való felemelkedést elősegítő politika nem oldja meg a katonáskodó közszékelyek lemorzsolódását, márpedig az fenyegető méretet öltött. A rendkívüli katonai szolgálat Mihály vajda idején és Giorgio Basta pusztításai kilátástalan állapotot szültek. Az addig olyannyira sóvárgott székely szabadság elvesztette vonzerejét, mert a fejében teljesítendő hadi szolgálat sokkal nagyobb terheket jelentett a székelység legnépesebb rétegeire nézve, mint a jobbágyi állapot. A jobbágysors vele szemben könnyítést ígért és hozott is. Könnyen adta magát jobbágyságra a szabad székely, mert ha urának hetente egy-két napot dolgozott azzal „minden egyéb fizetéstől és szolgálattól megszabadult”.
Így válik érthetővé a Kökös társadalmi rétegre valómegoszlásában történt változás is. A székelyföldi főnépek, lófők, gyalog puskások, szabadosok, jobbágyok, zsellérek és szolgák 1614 február 17 -23 közötti összeírása alkalmával Kökösben a következők számláltattak meg: húsz lófő székely, tizennégy gyalogos puskás, tizenhárom szabad székely, tizenegy jobbágy, kilenc szolga, és két zsellér.
A népmozgásról is tudomásunk van az 1635 október 19. – én készített Sepsi -, Kézdi -, és Orbaiszék katonai összeírásából. Míg hat hadköteles hagyta el kevéssel azelőtt a falut, csak négy felsőháromszéki érkezett helyükbe. Mindezek ellenére a XVIII. század elején a nevezetes Conscriptio Carolina által említett társadalmi rétegekre való megoszlása a falunak nagyméretű állandóságot mutat: huszonegy lófő, tizennégy jobbágy, három zsellér és egy kóborló volt összeírva 1722-ben.
A XIX. század eseményében, az 1848-as szabadságharcban való részvétele Kökösnek külön cím alatt tárgyaltatott. 1849. július 2-án itt a Feketeügy hídjánál zajlott az a csata, amelyben Gábor Áron elesett. A helyet obeliszk jelöli. 1892-ből származik a falu nemzetiségi, vallási és iskolai adatait áttekintő kimutatás, amely szerint a XIX. század végén a község lakosainak száma 1102. A nemzetiségi hovatartozás alapján 949 magyar, 121 román, 6 szlovák, 3 német, és egy horvát. A székely közösségi szerveződés hagyománya tovább élt a századfordulón megalakult Gazdakörnek és a szövetkezeti mozgalomnak köszönhetően. A gazdasági fellendülés, a pezsgő kulturális élet periódusaként tartják számon a helybeliek a két világégés között eltelt éveket is.
A Gazdakör százkét tagja vállalta a község kisgazdáinak érdekében közhasznú munkát. A Gazdakör kezelte a községi apaállatokat, állatbiztosító társulatot működtetett és 19 különböző gazdasági gépet használt. Ezek közt szerepelt egy egyetemes, kalapácsos őrlő malom is. Külön alosztályban foglalkozott a Gazdakör a falu vetőmagszükségletének beszerzésével és terményértékesítéssel. Vezetője és elnöke 1927-től a falu szülöttje, Györbiró István református lelkész volt.
Az eredetileg dán kezdeményezésre elindított szövetkezeti mozgalom Kököst is bűvkörébe vonta. A Benedek Gábor unitárius lelkész vezette Hangya Szövetkezetet jelentős tevékenységet kifejtő társulásként tartottak számon a kortársak. Szövetkezeti tulajdonban volt egy épület, ahol a részvényesek hasznára üzletet működtettek. A szövetkezeti tagok évvégén itt levásárolhatták az évi osztalékot.
A kulturális élet azóta megismételhetetlen virágzásának jellemzőjeként említendő a dalárda működése. A színdarabok és különböző mulatságok szervezése felekezeti alapon történt.
1907-től nagyközség. 1910-ben 1202, többségben magyar lakosa volt, jelentős román kisebbséggel. A második világháború kitörése és az 1940 – es év fontos változásokat eredményezett Kökös történetében. A második bécsi döntéssel megrajzolt határ Kököst is érintette, a falu újra Magyarország határain belülre került. A feketeügy folyását követő határ újra megnövelte a község jelentőségét. A határmentiséget azonban megszüntette az 1944 – es hatalomváltás.
Megfogalmazódott már, hogy a szövetkezési múlttal rendelkező falvakban kisebb ellenállás volt tapasztalható a termelőszövetkezetek megszervezése alatt. A helyi termelőszövetkezet megalakulása így sem volt zökkenőmentes. Az 1952-ben megkezdett kollektivizálás egy évtizedet tartott. A meggyőzéshez vezető eszközök felvonultatása beleilleszkedik az országos folyamat forgatókönyvébe. A propaganda és kecsegtetés kezdeti fázisától a kényszer alkalmazásáig és meghurcoltatásáig. 1959-ben társas gazdaság alakult mintegy alternatívaként a termelőszövetkezetbe való belépésre. A társas, tiszavirág életű tevékenység után ellehetetlenül a hatalmi nyomásnak köszönhetően. A tagok is belekényszerültek a ráerőszakolt gazdasági szerveződési formába – utolsóként.
A kommunista rendszer minden kísérlete ellenére, hogy felülvigyázza, hatalmába tartsa és megváltoztassa a társadalom minden szegmentumát, a falu hagyományos szerveződési feltételei nem strukturálódtak át. A trianoni békeszerződésig Háromszék vármegye Sepsi járásához tartozott. 1992-ben 938 magyar és 125 román lakosa volt.

## Látnivalók
- Unitárius temploma 14. századi eredetű, későbbi átalakításokkal. Tornya 18. századi. 1954-ben tűzvész pusztította.
- Református templomának elődje a 17. század középén épülhetett, de összedőlt ezért 1790-ben újat építettek helyette. 1940-ben földrengés rongálta meg.
- Ortodox fatemploma 1740-ben épült, a 19. század elején Tatrangból költöztették mai helyére.[3]
- Gábor Áron emlékoszlopa a Feketeügy hídjánál.
- Kökösi unitárus temető Archiválva 2020. október 27-i dátummal a Wayback Machine-ben

## Testvértelepülések
Olaszfalu (Magyarország)

## Képgaléria

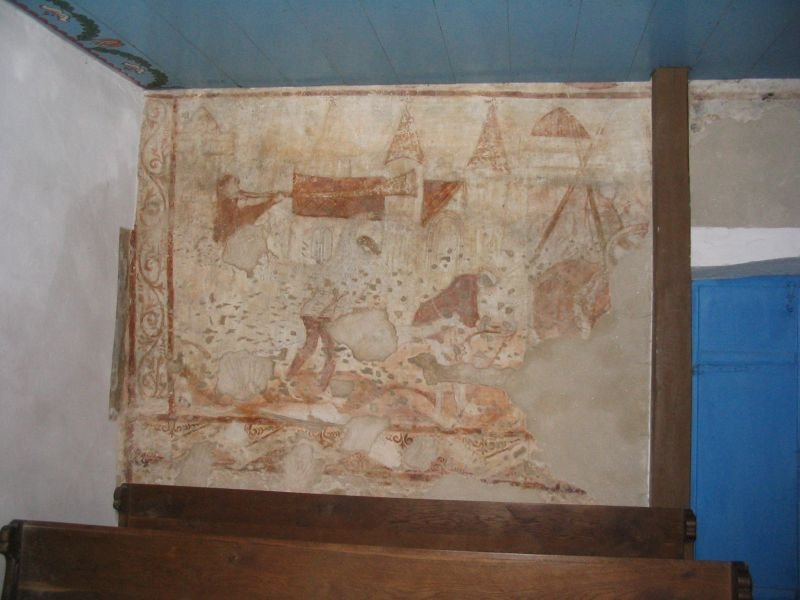
A Szent László-legenda freskósorozatának Kivonulás jelenete az unitárius templomban.

- Képek Kökösről (és Maksáról) a www.erdely-szep.hu honlapon

## Híres emberek
- Itt született Orbók Ferenc (1820–1897), unitárius lelkész, költő, író, a háromszéki mondák és népköltészet gyűjtője, Kriza János munkatársa.
- Itt született Deák Ferenc (1935), képzőművész.
- Itt született Plugor Sándor (1940–1998), képzőművész.
- Itt született Petrovits István (1945–), képzőművész.

## Weboldal
- Kökös község honlapja
- Hereditatum – online műemlék adatbázis[halott link]